# Fabulous Trobadors
Les Fabulous Trobadors sont un groupe musical français formé à Toulouse en 1986 par Claude Sicre et Ange B., attaché au quartier Arnaud-Bernard.

## Historique
En 1977, le Toulousain Claude Sicre forme un premier groupe, baptisé Riga-Riga, qui publie un album de folk inspiré de la culture occitane, Le duo des Fabulous Trobadors est formé en 1986 à Toulouse par Claude Sicre et Ange B.
Le premier album du groupe, Èra pas de faire, paraît en 1992 chez Ròker Promocion, un label fondé par le groupe marseillais Massilia Sound System. En 1995, le duo signe chez Philips/Mercury et publie Ma ville est le plus beau park,. On the Linha Imaginòt paraît ensuite en octobre 1998. Après un silence discographique de cinq ans, les Fabulous Trobadors publient Duels de tchatche et autres trucs du folklore toulousain chez le label Tôt ou tard.

## Musique
La musique des Fabulous Trobadors est rattachée au hip-hop et au ragga. Mondomix la décrit comme un « métissage entre folklore occitan, beat organique, rythme rap et tradition musicale brésilienne ». Pour RFI Musique, il est « impossible de les classer dans une quelconque catégorie, les Fabulous Trobadors sont uniques. »
S'inspirant du forró (genre de la région Nord-Est au Brésil), le groupe chante parfois en occitan dans ses chansons. Les paroles de leurs chansons abordent surtout des problèmes sociaux, avec des thèmes comme le racisme, la politique de Toulouse ou le Front national.

## Engagement politique
« Depuis 1975, nous menons à Arnaud-Bernard une expérience de contre-pouvoir civique (le comité de quartier) et de contre-pouvoir culturel. Ce qui nous semble la priorité en France : l'organisation de contre-pouvoirs, pour approfondir la vie démocratique. Loin des utopies politiques. En 1981, François Mitterrand et Jack Lang ont dit qu'ils voulaient "changer la vie". Typiquement français : tout passe par l'État et le politique. Nous prenons en main nos affaires et nous changeons la vie nous-mêmes. »

— Claude Sicre, 2003

## Discographie

### Albums
- 1992 : Èra pas de faire
- 1995 : Ma ville est le plus beau park
- 1998 : On the Linha Imaginòt
- 2003 : Duels de tchatche et autres trucs du folklore toulousain

### Participations
- 1998 : Comme un seul homme (pour Canlandreta lala en duo avec Mathieu Boogaerts)
- 1998 : Coupes du monde sur la compilation L'Amour foot
- 2005 : La Parole sur l'album Eau de Sidilarsen
- 2005 : Tôt ou tard, duo avec Bombes 2 Bal et Têtes Raides sur Méfie-toi, avec Bumcello sur Le Coco anti-coke